# Liber de Coquina
«Liber de Coquina» (Книга о кухне/кулинарии) — одна из старейших средневековых поваренных книг. Написана на латинском языке. Сохранилось две копии XIV века, обе хранятся в Национальной библиотеке Франции в Париже.
Книга состоит из двух независимых частей, часто именуемых Tractatus (часть 1) и Liber de Coquina (часть 2). Названия взяты из заметок на полях, сделанных средневековым редактором. Первая часть составлена неизвестным французским автором, вторая — неизвестным итальянским автором из Неаполя.

## Содержание
Tractatus (часть 1)
- Композиция (сложение) вина
- Птица и мясо
- Рыба
- Блюда для богатых
- Бобовые, яйца, лук-порей и соусы

Liber de Coquina (часть 2)
- Овощи
- Птица
- Выпечка
- Рыба
- Соединение многих ингредиентов

## Издания
Рукописи
- Latin manuscripts # 7131, fol. 94r-99v, Bibliothèque nationale, Paris (около 1304—1314 гг.)
- Latin manuscripts # 9328, fol. 129r-139v, Bibliothèque nationale, Paris (XIV в.)[2]

Текст рукописи
- Marianne Mulon: «Deux traités inédits d’art culinaire médiéval», Bull. philol. et hist. année 1968, vol 1, p. 369—435[3]

Цифровая версия
Обе части доступны на сайте Томаса Глонинга:
- http://www.uni-giessen.de/gloning/tx/mul2-lib.htm Архивная копия от 19 декабря 2007 на Wayback Machine
- http://www.uni-giessen.de/gloning/tx/mul1-tra.htm Архивная копия от 14 декабря 2007 на Wayback Machine

Переводы
Полное латинско-немецкое издание:
- Robert Maier; Robert Maier. Liber de Coquina: Das Buch der guten Küche (нем.). — Friedrich, 2005. — ISBN 978-3-937446-08-0.

Итальянский перевод первой части Tractatus:
- Enrico Carnevale Schianca (ed.): «Tractatus de modo preparandi et condiendi omnia cibaria», Appunti di Gastronomia n. 26, Condeco s.r.l. Editore, Milano 1998